# Club Med
Pour les articles homonymes, voir Club Med (homonymie) et Med.
Club Med, anciennement Club Méditerranée depuis sa création sous forme d'association, est une entreprise française, créée en 1950 par le Belge Gérard Blitz, qui commercialise principalement des séjours dans des villages de vacances dans le monde entier. Depuis 2015, le Club Med appartient au conglomérat chinois Fosun International.
Le premier village voit le jour en Espagne, à Alcudia (Majorque) suivi les années d'après de l'Italie, de la Grèce ou de la Suisse. L'offre comprend des programmes de sports avec moniteur, de découverte en nature avec guide. Les repas sont fournis dans un cadre se voulant convivial. Au cours de son histoire, l'entreprise connaît différents dirigeants cherchant chacun à développer celle-ci suivant des axes variés, et ce, avec plus ou moins de succès. Depuis les années 2010, le Club Med s'oriente vers une montée en gamme de ses prestations, un recentrage vers l’hôtellerie, et s’étend dans les pays émergents dont principalement la Chine, avec le soutien de son actionnaire principal.
Le logo de l'entreprise représente depuis 1980 un trident, attribut de Poséidon, dieu de la mer en Grèce antique et le nom du bulletin de l'association dès 1950. Ce logo sert à labelliser le niveau de prestations des différents villages, la gamme allant de trois à cinq tridents.
En 2017, 1,34 million de clients ont séjourné au Club Med.

## Histoire

### Origines
En 1935, un aristocrate russe déclassé et émigré en France, Dimitri Philippoff, journaliste sportif à l'Auto, le principal magazine sportif de l'époque, ainsi qu'à Paris Soir, et nageur de l'équipe russe de water-polo à Paris, les Ours Blancs ouvre près de Calvi en Corse un club de vacances, l’Ours Blanc, une sorte de village vacances avec la formule « tout compris ». L'expérience s'étant terminée pendant la Seconde Guerre mondiale, il reprend cette idée en 1949 avec son collègue de natation Lionel Marcu, dans le Club olympique de Calvi. Paul Morihien, ancien nageur devenu libraire, crée dans la même veine les « Villages magiques » en 1950, avec l'aide de Pierre et Hélène Lazareff. Ils deviendront les « Villages magiques du journal ELLE » ; ils fusionneront avec le Club Méditerranée en 1956.

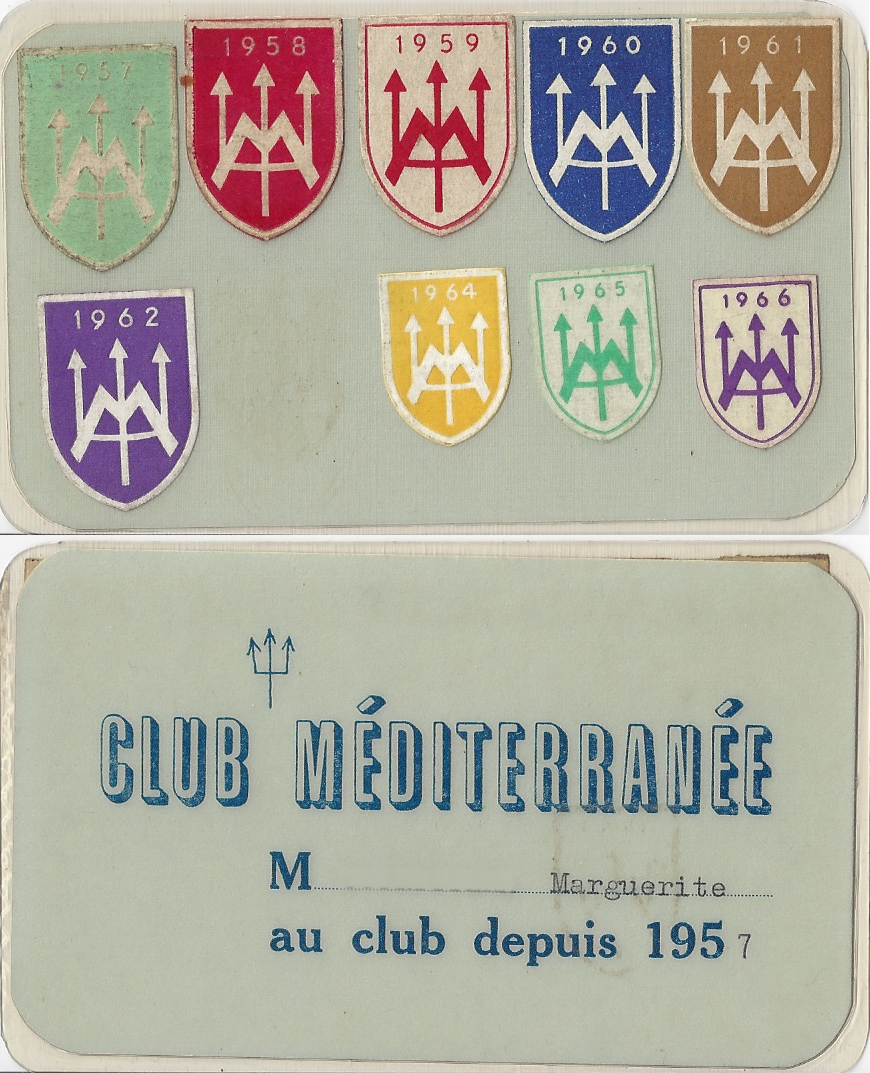
Carte du Club Méditerranée de 1957, recto-verso, avec les autocollants au motif du trident collés à chaque période de vacances.

### Gérard Blitz

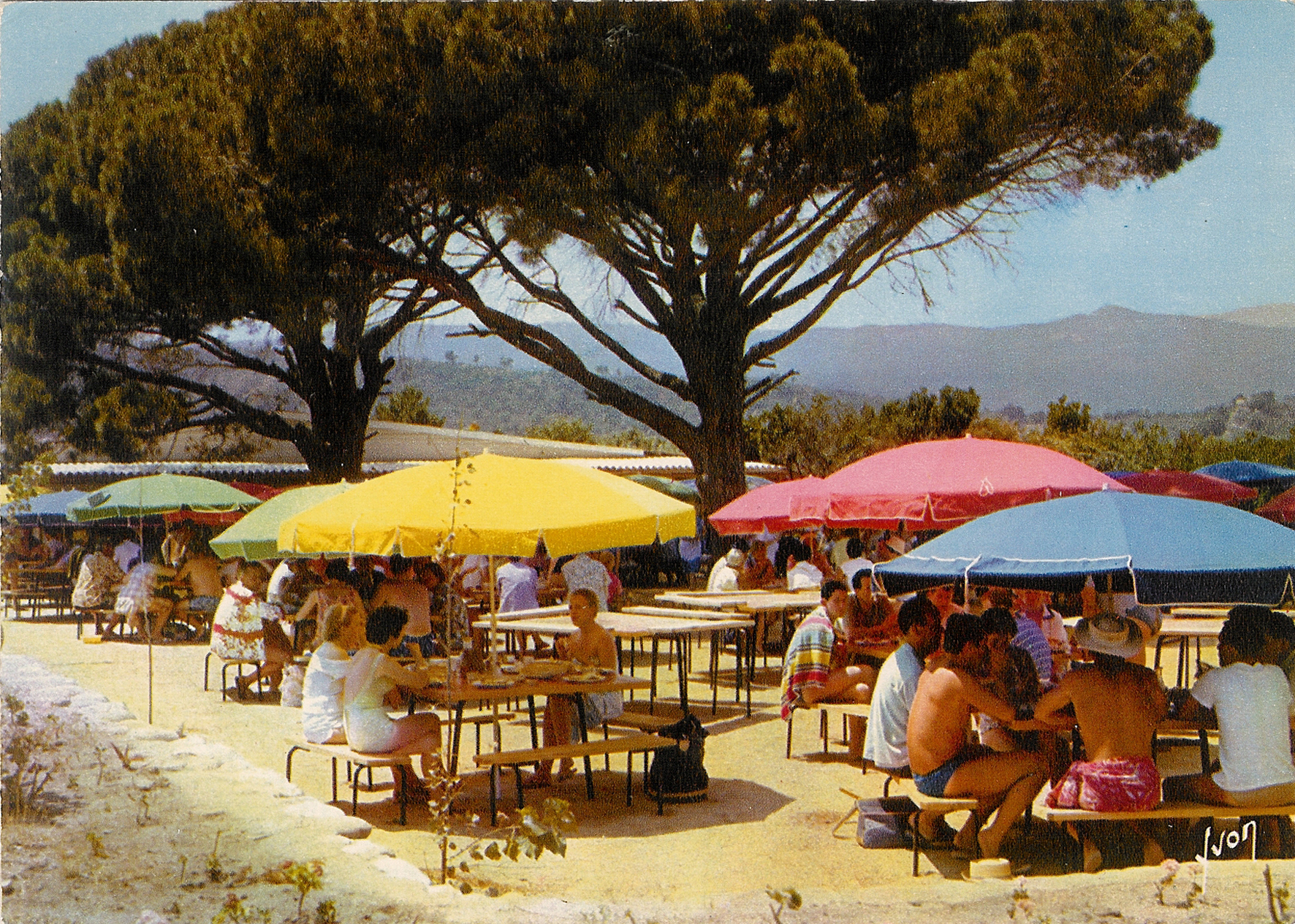
Village du Club Med de Santa Giulia en 1959.

La France vient d'abandonner les derniers tickets de rationnement : le Club Méditerranée, projet désintéressé et idéaliste, est créé le 27 avril 1950 (date du dépôt des statuts par Tony Hatot, Gérard Blitz n'ayant pas la nationalité française) sous la loi de 1901, par un ancien membre de l'équipe belge de water-polo, Gérard Blitz. L'idée lui en vient à la suite d'une visite qu'il rend à sa sœur (Judith Blitz que tout le monde appelle Didy) en 1949 au club olympique de Calvi, en Corse. Il fait appel pour cette première saison à ses amis sportifs d'avant-guerre ainsi qu'à ceux de la Résistance.

### Alcudia à Majorque
Un terrain sans eau ni électricité est loué à Alcúdia, petit village de pêcheurs médiéval au nord-est de l'île de Majorque, doté de remparts maures, proche des restes du théâtre romain de Pollença et sa petite lagune plantée de roseaux, avec une plage de 12 km. Le 4 juin 1950, ils sont 742 vacanciers pour un premier voyage de 36 heures suivis de 2 300 à 2600 vacanciers au cours de la saison. Cet été‑là, 10 000 personnes voient leur demande refusée.
Deux cents tentes de camping et du matériel de cuisine d'un surplus de l'armée américaine cantonnée en Allemagne sont acheminés par chemin de fer. Blitz attire sa première clientèle avec des prospectus qui promettent « une formule de vacances neuve et sympathique » pour 15 000 francs.
On mange à 8 sur des tables carrées, à deux par côté, pas toujours parfaitement horizontales malgré le sol. L'Office espagnol du tourisme range le village de toiles « dans la liste des curiosités recommandées », aux côtés du monastère proche et du Cap de Formentor, partie la plus spectaculaire du littoral de Majorque. Une troupe espagnole vient chanter et danser, on découvre le ski nautique, la plongée sous marine, le volley-ball, la pétanque et un picnic-excursions pour manger du poisson frais l’autocar qui conduit à des excursions culturelles ou des corridas tombe en panne, cependant il n'y a que douze paires de palmes et fusils et harpons à se partager (il y en aura quarante l'année suivante). Enfin une tornade arrache les fils électriques, cause plusieurs blessés et emporte une quinzaine de tentes.
Ainsi naît, avec la participation des clients, une idée chère à Gérard Blitz : faciliter les rencontres en abolissant, le temps des vacances, les barrières de l'argent (avec le forfait tout compris), des classes sociales. Le tutoiement est de rigueur pour tous. Les membres se retrouvent le 4 novembre 1950 pour une grande soirée dansante à la mairie du 16e arrondissement à Paris et en décembre parait le premier numéro du bulletin « Le Trident », quatre pages de format A4.
Il est prévu un second village à Alcudia, confié à Dimitri Philipoff mais les autorités espagnoles s'y opposent et on décide de le transformer en village de pierre.Le clergé espagnol « n’était pas tout à fait d’accord de voir ces filles en maillot de bain se baigner au même endroit que les hommes »,,. « Le Club a donc fermé son village de toile et a loué un petit hôtel à côté (...) mais l’hôtelier jouait son jeu de commerçant plus que celui du Club »,,.
« Les autorités espagnoles traînent les pieds » puis ne renouvellent pas l'autorisation. En remplacement, le site italien de Golfo di Barati, à proximité des musées toscans, est choisi en deux jours et annoncé dans le Trident en avril 1951, dans la commune de Piombino, dont le maire communiste accueille bien le russe Dimitri Philipoff, la propriétaire ayant été l'ami de l'ambassadeur du Tsar. Dimitri Koulikovski, nouveau Monsieur « Transport », organise des excursions en autocar, négocie des tarifs avec les musées, puis des trains spéciaux pour toute l'Italie. Plus tard le Club deviendra « une sorte de bastion supranational érigé en un lieu de son choix ».

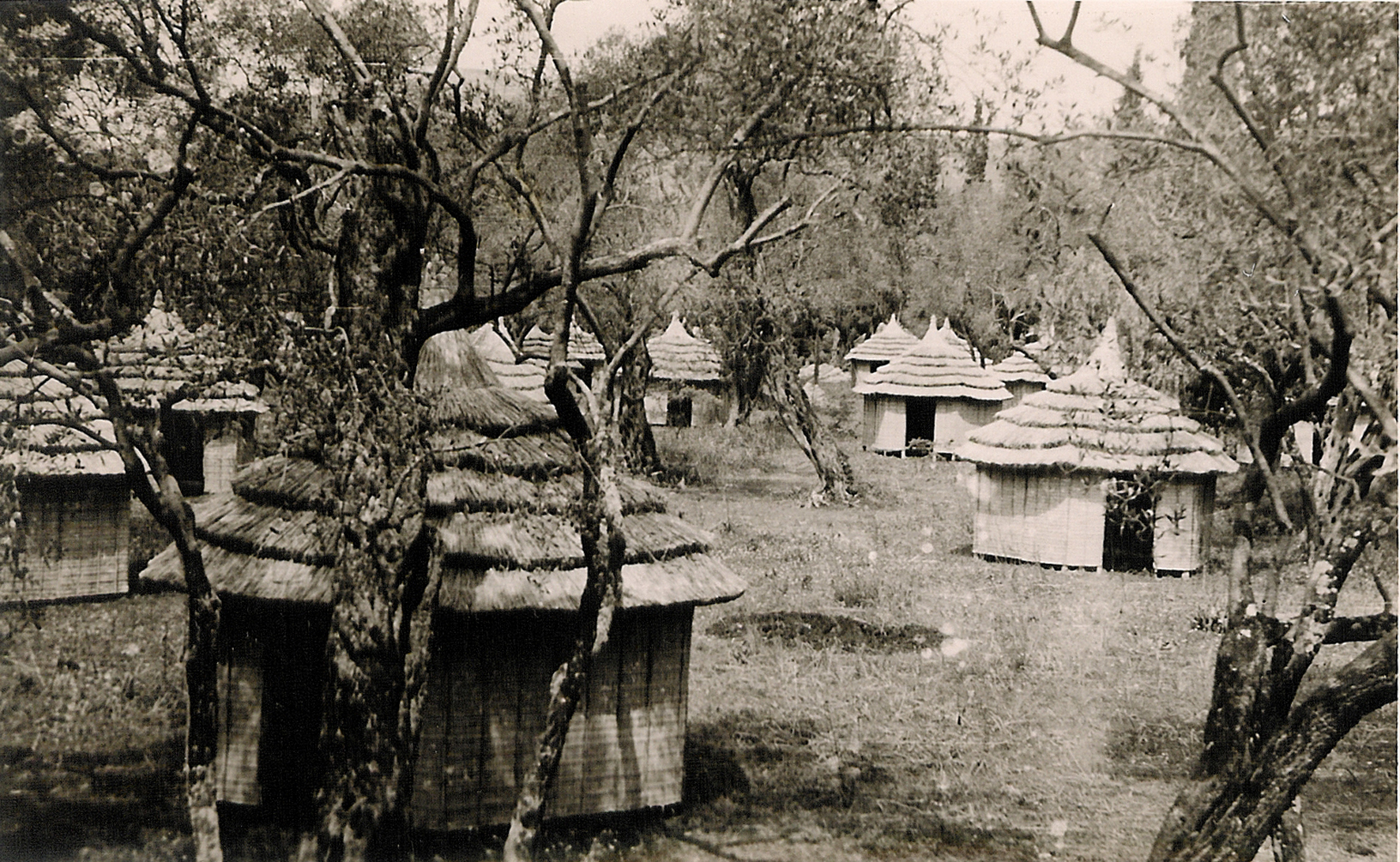
Ipsos, village annexe de Corfou, en 1960.

Du matériel supplémentaire est nécessaire ; la société Trigano et Fils, fabricant de tentes et de matériel de camping, est contactée par Gérard Blitz en la personne du fils aîné, Gilbert Trigano. Les tentes de 9 m2 sont spacieuses, mais pas toujours en très bon état. Jean Maubert, directeur des services publicitaires de Paris-Match est vice-président du Club Med, s'offre une page de publicité dans le magazine, qui apporte un millier d'adhérents,.
En 1953, date de l'apparition des « crazy signs », le Club Méditerranée ouvre son village emblématique à Corfou, avec ses cases rondes en bois inspirées du fare polynésien. La seconde épouse de Gérard Blitz, Claudine, y développe le mythe polynésien après un séjour à Tahiti dans les années 1940, en lançant notamment la mode du paréo et des colliers de fleurs accueillant les clients comme les visiteurs à Tahiti. Puis il ouvre Djerba l'année suivante (appelé Djerba La Fidèle par la suite), Tahiti en 1955, puis son premier village d'hiver en 1957 à Villars-sur-Ollon en Suisse qui fermera dans les années 2000. Dix ans après la fin de la guerre, les sports proposés comme le ski nautique ou la plongée sous-marine sont considérés comme luxueux. L'entreprise propose des tables carrées de huit personnes aux repas, et alors que le paréo et le maillot de bain restent la tenue principale, le « collier bar » est inventé en 1957 par Jean-Pierre Bécret, qui dépose un brevet. Formé de différentes boules de couleurs en plastique s’emboîtant, ayant chacune une valeur fiduciaire internationale, il permet aux Gentils Membres ou "GM" (dont les tenues légères n'ont pas de poches) d'avoir en permanence sur eux, autour du cou même pour se baigner, un moyen de régler les consommations au bar. Le collier bar va durer jusqu'au milieu des années 1990 où il sera remplacé par le « carnet bar » ; ce dernier disparaît une dizaine d'années plus tard, à la suite de l'apparition des formules all inclusive. Sorte de camp scout à faux air de kibboutz mêlé de phalanstère intellectuel, le Club offre certes la possibilité de s'initier à des activités sportives à l'époque inaccessibles, mais propose aussi des concerts de musique classique en pleine nature, des conférences de philosophie, des cours et des compétitions de bridge et de scrabble duplicate, sans compter la participation aux orchestres d'animations, en compagnie parfois de futures vedettes du show business et de la chanson alors Gentils organisateurs.
Le club passe de 2 300 adhérents en 1950, à 6 000 en 1953, et 10 000 en 1955, mais reste déficitaire tout de même.

### Gilbert Trigano

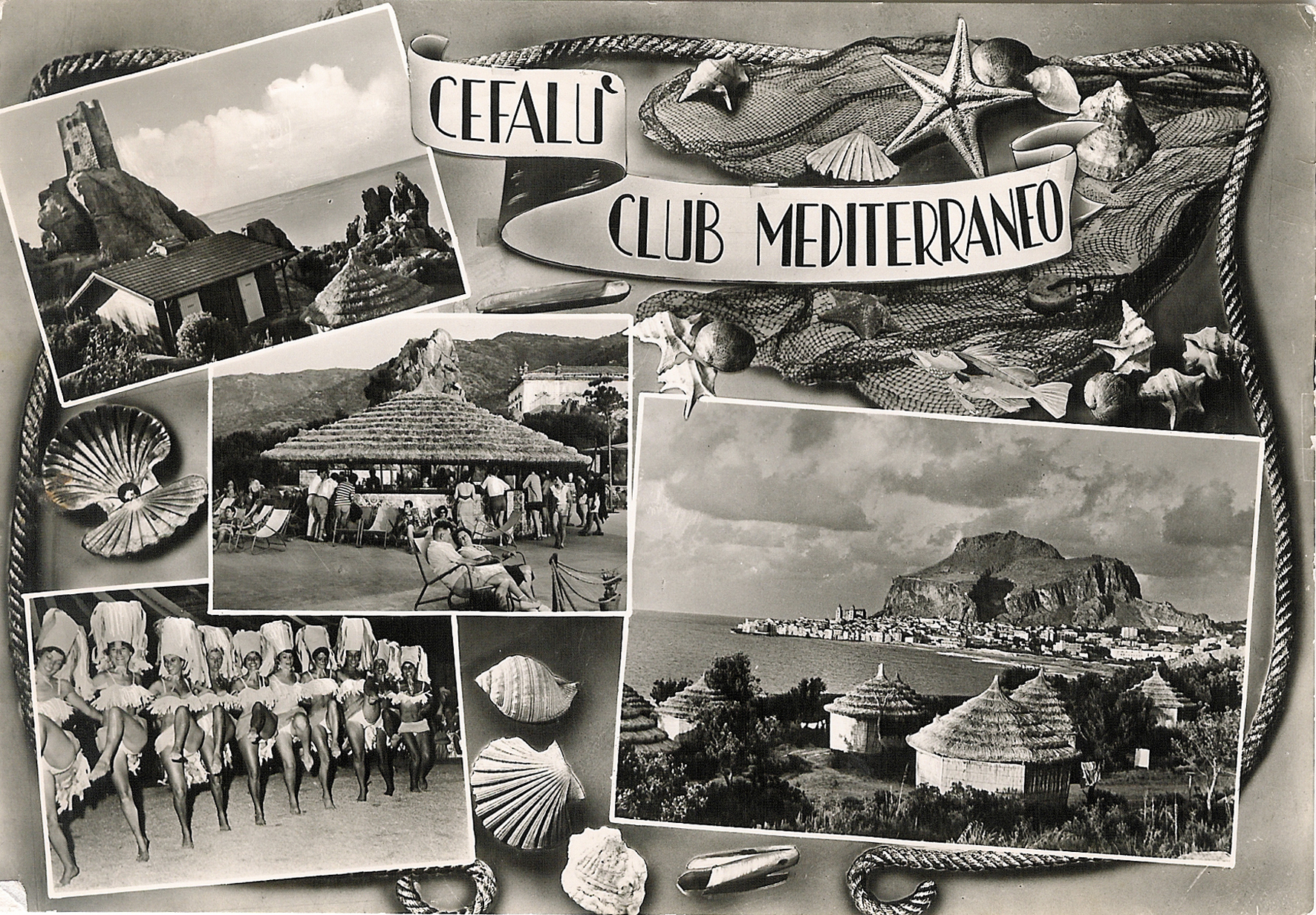
Carte postale du Club Med de Cefalu (1961).

En 1953, Gilbert Trigano devient trésorier du Club, dont il assume, deux ans plus tard, la direction générale conjointement avec Gérard Blitz.
Le Club est toujours déficitaire : en 1960, la société, qui a déjà douze villages et 45 000 membres, est au bord du dépôt de bilan ; si bien qu'Edmond de Rothschild entre aussi au capital en 1961, injectant 10 millions de francs en échange de 34 % des parts du capital,. Gilbert Trigano en devient, en 1963, le président-directeur général, et introduit l'entreprise en bourse trois ans plus tard. En 1963, pour gérer les questions et problèmes de réservations, « des monstres informatiques » font leur entrée au siège social. En 1965, le prix élevé des terrains en France fait stagner l'entreprise, qui vient de créer cinq villages en France. Cette même année 1965  les buffets repas font leur apparition. Le Club Méditerranée, transformé en société anonyme depuis 1957, devient sous son ère une multinationale à partir des années 1970.
Premières croisières en 1965 sur le Ivan Franko ; à Agadir, l'entreprise crée l'année suivante son premier village qui n'est plus fait de cases ou de tentes, mais de bungalows « en dur ».
En 1967 est inventé le concept du « Mini Club » pour les enfants. Au tout début des années 1970, alors que le concept du Club commence à être copié, le « Club Med Affaires » est créé. L'entreprise fusionne avec son concurrent de l'époque, grossissant ainsi d'une vingtaine de villages d'un seul coup. L'équitation, le golf apparaissent. Deux ans plus tard, les finances du Club sont au plus mal à cause de divers accidents survenus dans le club et Gilbert Trigano doit recourir à une forte augmentation de capital. C'est alors que neuf nouveaux actionnaires attirés par le gain, reprennent la majorité du capital dont Gianni Agnelli (patron de Fiat), qui entre sur les conseils des Rothschild, apportant au Club de l'argent frais et des villages en Italie. Le Club Med monte en gamme.
La planche à voile est au programme dès 1978. Le film Les Bronzés sort sur les écrans la même année. Dans les années 1980, le Club Med se développe à l'international avec l'ouverture de bureaux en Chine et aux États-Unis, ainsi qu'un premier village au Japon peu après puis crée une Fondation. Le titre devient coté à la bourse de New-York.
Le « Club Med 1 », bateau de croisière revendu depuis, est lancé en 1990, année du décès de Gérard Blitz qui s'était effacé pour laisser la place à Gilbert Trigano. La guerre du Golfe éclate l'année d'après : les années qui suivent sont une période de crise au cours de laquelle le Club doit faire face à une baisse de fréquentation très importante. L'année 1991 voit également le rachat du Club Aquarius fondé par Lotfi Belhassine en 1979, comprenant une compagnie aérienne, Air Liberté. Certains villages peu rentables sont mis sous le label du Club Aquarius dans les années suivantes. En 1992, survient l'accident aérien de Cap Skirring avec la mort d'une trentaine de clients de l'entreprise. Malgré l'erreur du pilote et le mauvais état de l'avion, la responsabilité des dirigeants du Club est retenue.

### Serge Trigano
En 1993, après d'importantes pertes financières, Gilbert Trigano quitte le groupe et fait nommer au poste de président-directeur général son fils Serge Trigano aux dépens de Jean Robert Reznik, pourtant considéré par beaucoup comme le dauphin et qui fut pendant plus de vingt ans le bras droit de Gilbert Trigano. Jean Robert Reznik quitte le Club à la nomination du fils de Gilbert Trigano. « Il a fallu tout remettre à plat » : Serge Trigano essaye alors pendant quatre ans de changer l'image du Club, qu'il décrit comme la « plus grande agence matrimoniale du monde », avant de se faire évincer par son successeur à la suite d'un audit,.

### Philippe Bourguignon

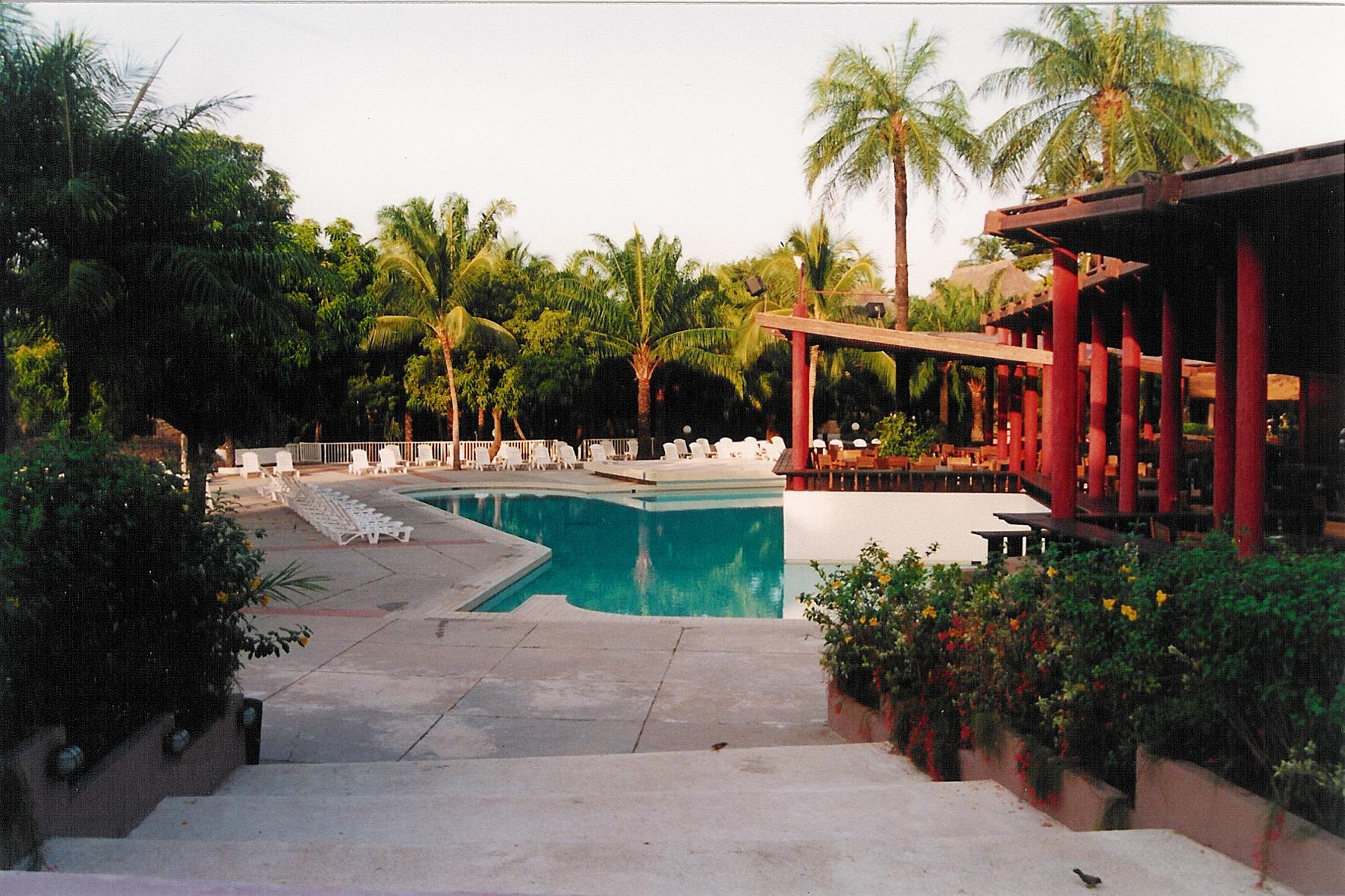
Village de Cap Skirring au Sénégal (2001).

En avril 1997, c'est au tour de Philippe Bourguignon, qui vient de quitter EuroDisney, d'être nommé président du directoire. Les villages ont vieilli, les pertes s'accumulent. L'ambition de celui-ci est alors de « transformer une société de villages de vacances en une société de services » et de rendre rentable l'entreprise en engageant un programme de cessions, fermetures, et de rénovations, et en diversifiant l'activité,, dont une collaboration avec Carrefour, qui se révèlera anecdotique. Rapidement, il décide de fusionner et faire disparaître Club Aquarius, acheté quelques années plus tôt, pour créer des villages deux tridents. La filiale « premier prix » du Club Med représente alors plus qu'un quart du chiffre d'affaires. Erreur stratégique tel que le reconnaît Bourguignon, le « rendement financier » ne sera jamais au rendez-vous malgré la dépense d'énergie investie dans la transformation. Il fait revendre le voilier Club Med 1, mais décide de l'ouverture des salles de sports « Club Med World », achète Jet Tours,. Sa stratégie, faite de diversification et d'augmentation du volume, s'avère payante et, en 2000, le chiffre d'affaires et le résultat sont en croissance : l'action vaut alors 150 € en bourse ; ce sera dix fois moins la décennie suivante.
En 2001, année de la mort de Gilbert Trigano, a lieu le rachat du Gymnase Club,, et la création du concept des villages Oyyo qui sera un échec,. Le tutoiement, principe fondateur du Club, disparait dans les villages,. Licenciements et fermetures de villages continuent. Philippe Bourguignon, en conflit avec son principal actionnaire, et poussé par son second, est démissionnaire ; sa présidence se termine sur des pertes successives de plusieurs dizaines de millions d'euros pour le groupe de vacances,. Les attentats du 11 septembre sont passés par là, la crise dans le secteur du tourisme touche toutes les enseignes.

### Henri Giscard d'Estaing

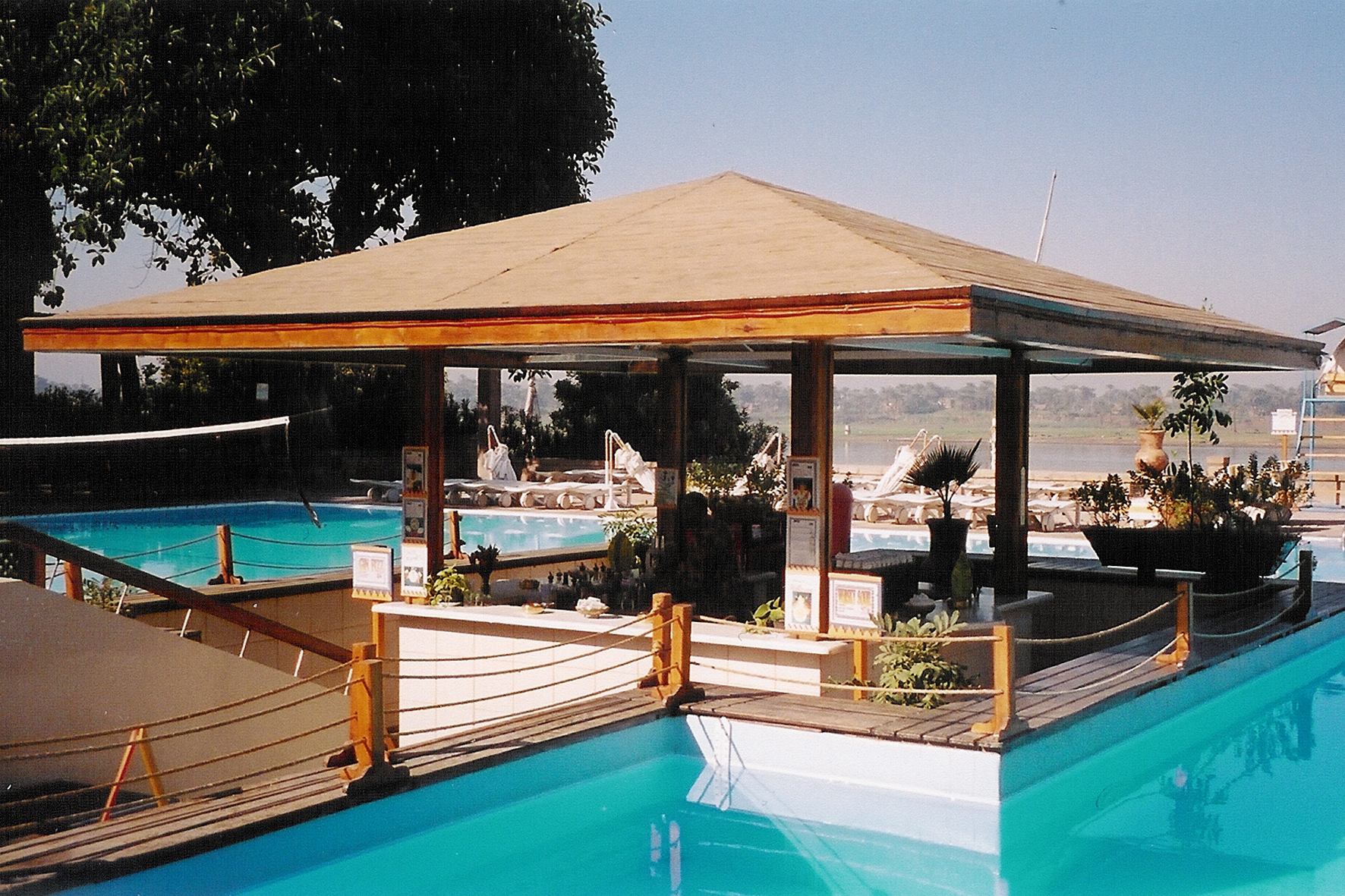
Bar et piscine du village de Louxor, le Nil en arrière-plan (2002).

En 2002, Henri Giscard d'Estaing, fils du président de la République française Valéry Giscard d'Estaing, devient PDG du Club Med. Les années suivantes continuent à afficher des pertes. Les « activités nouvelles », Oyyo, salles de fitness, Club Med World, ne rencontrent pas le succès escompté.
Le Club Med annonce sa nouvelle stratégie en 2004, après un assouplissement de ses conditions commerciales, de montée en gamme initiée en 2003, de réduction des coûts et sa diversification anecdotique vers le textile. Après les cessions successives, il n'y a presque plus de villages de cases.
Le Club Med réaffirme en 2006 le redéploiement de sa stratégie et le positionnement luxe de la marque, et les résultats financiers finissent par être faiblement positifs. L'année suivante, désirant rajeunir sa clientèle, le Club lance un concept lié aux adolescents qui s'étendra peu à peu dans de nombreux villages.

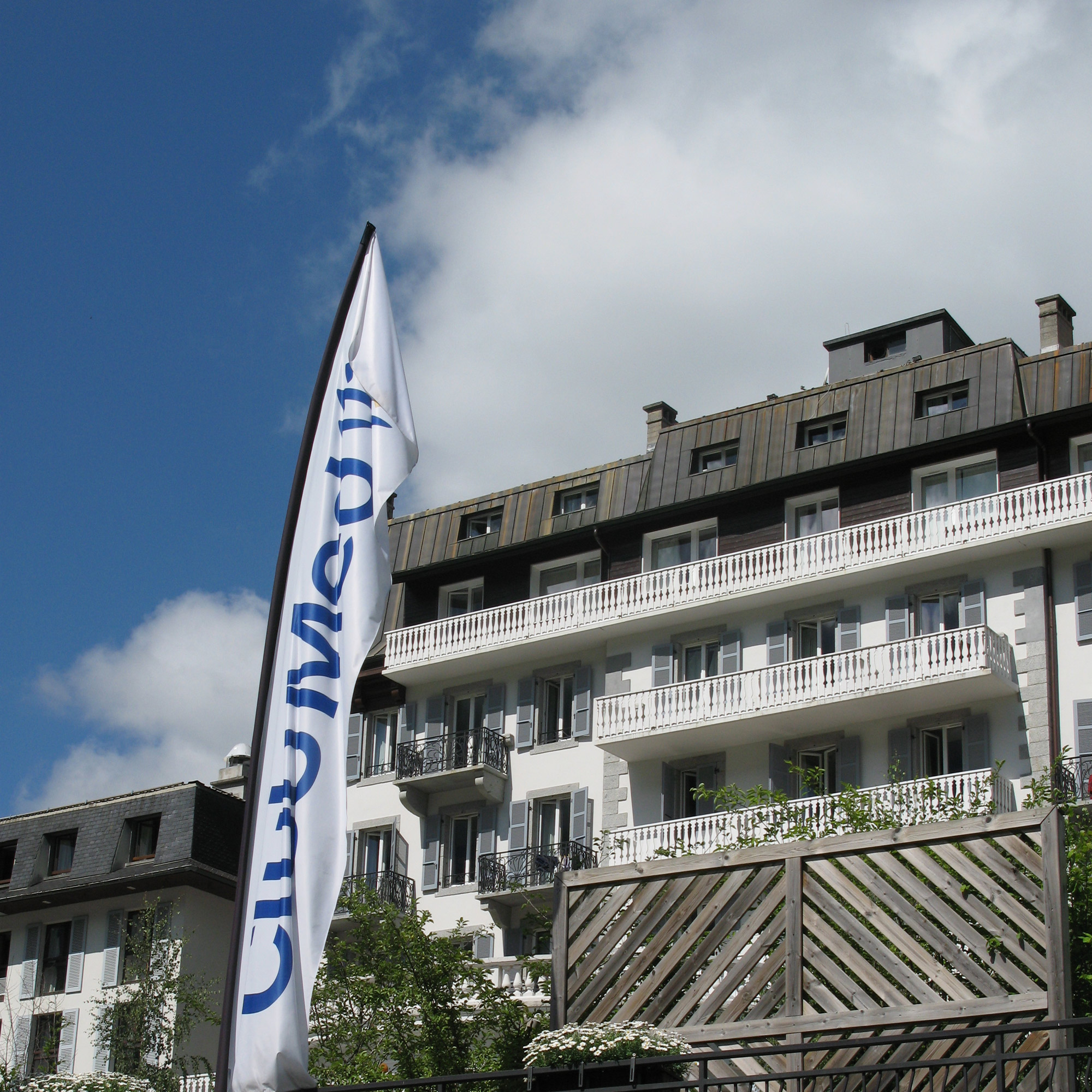
Bâtiment principal du village de Chamonix (2011).

En 2008, la stratégie d’Henri Giscard d'Estaing se révèle être une impasse : les bilans comptables sont décevants sur cette année et la suivante, malgré la vente de Jet Tours au groupe Thomas Cook AG, de 80 % du capital de la soixantaine de « Club Med Gym » à la société d'Alessandro Benetton,, du Club Med World qui a été cédé, ainsi qu'un plan d'économies de plusieurs dizaines de millions d'euros,.
Depuis les années 2000, plus d'une cinquantaine de villages ont disparu,. Après 2010, alors que les résultats ne sont pas réellement au rendez-vous, les bénéfices de la politique d'Henri Giscard d'Estaing semblent enfin porter leurs fruits,,,. La montée en gamme, se poursuit avec les rénovations, l'abandon de plusieurs villages et le développement d'hébergements labellisés cinq tridents attenant à des villages quatre tridents, les ouvertures successives de villages haut de gamme,, ainsi que le souhait d'obtenir la « croissance par une internationalisation accrue », dont notoirement la Chine qui est un réel succès. Période de transition, « le Club ne satisfait ni les anciens ni les nouveaux ». Les tentes, le tutoiement, les « colliers-bar » sont loin.
En juillet 2025, Henri Giscard d'Estaing doit quitter son poste de directeur général sous la pression du principal actionnaire, le conglomérat chinois Fosun, après plusieurs mois de désaccord sur l'avenir capitalistique du Club Med. Henri Giscard d'Estaing souhaitait notamment faire entrer le Club Med à la Bourse de Paris, un projet rejeté par l'actionnaire,.

#### Actionnariat des années 2000
À travers leur holding Ifil, actionnaire majoritaire du Club, les Agnelli conservent plus de 20 % du capital jusqu'en 2004. Après le décès de Giovanni Agnelli, président de Fiat, la nouvelle direction financière de Fiat S.p.A. décide de céder les parts du Club Med au groupe Accor, qui en devient l'actionnaire principal. En juin 2006, le groupe Accor annonce qu'il a décidé de ramener sa participation à hauteur de 6 %, en deux étapes.
Le 18 juin 2009, l'homme d'affaires Bernard Tapie achète 1 % des actions du Club Med pour 2,5 millions d'euros, participation revendue six mois plus tard.
Au début des années 2010, l'actionnariat du Club Méditerranée est composé principalement d'un groupe chinois, Fosun Property Holdings,, ainsi que d'Ardian (ex Axa Private Equity) et d'Institutionnels étrangers et français.
Afin de stabiliser l'actionnariat et se retirer de la cotation, les deux principaux actionnaires lancent une OPA amicale afin d'atteindre au moins la majorité absolue du capital. Celle-ci, contestée pour son prix de rachat trop faible, entraîne un long recours en justice et des débats houleux en assemblée générale,.
Mais le financier italien Andrea Bonomi, spécialiste du rachat d'entreprises, jugeant le prix proposé trop faible et aidé de Sol Kerzner, achète discrètement en Bourse depuis un moment déjà de nombreux titres. Il devient rapidement le premier actionnaire avant l'été 2014. Andrea Bonomi lance alors une contre-OPA avec une offre supérieure de pratiquement un quart à ce qui est proposé par l'équipe dirigeante. De plus, il propose d'importants investissements pour l'entreprise ainsi qu'un plan précis de développement pour les villages en précisant que « si la stratégie menée par le Club a été bien définie, elle pêche dans l’exécution » ; ses relations avec Henri Giscard d'Estaing sont ouvertement au plus bas depuis un moment déjà et ce dernier joue sa place,. Mais le conseil d'administration du Club Méditerranée est bien obligé de recommander l'offre de Bonomi, soutenue de plus par Serge Trigano,, ce qui entraîne une contre-offre de la part de Fosun, une fois de plus contrecarrée quelque temps après par l'Italien associé maintenant à KKR. La plus longue OPA en France trouve son issue début janvier 2015 : Andréa Bonomi se retire avec une belle plus-value et, pour un montant de 939 millions d’euros, le Club devient chinois, sans pour autant qu'aucun Chinois ne siège au conseil d'administration.
Cet épisode aura été marqué en France par l'affaire des faux articles favorisant l'OPA du groupe chinois Fosun publiés dans cinq médias (Le Journal du Net, Les Échos, Économie matin, Challenges et un blog Médiapart) sous de fausses identités.
En juillet 2018, trois ans après son retrait de la cote parisienne à la suite de son rachat par Fosun, le conglomérat chinois annonce qu'il scinde sa filiale Fosun Tourisme et Culture en vue de l'introduire en bourse de Hong Kong.
Le 14 décembre 2018, le groupe fait des débuts remarqués à la bourse de Hong-Kong avec une valorisation à 2,44 milliards de dollars. La stratégie amorcée en 2015 porte ses fruits avec une nouvelle clientèle, les « millenial's family », les familles aux revenus élevés plutôt que les classes moyennes supérieures. Après avoir longtemps été leader du milieu de gamme, Club Med a fait rénover ou fermer de nombreux sites pour un total de 1,5 milliard d'euros d'investissements depuis 2004. En 2017, le groupe a enregistré 1,34 million de clients pour une proportion des deux tiers d'étrangers. La Chine constitue son second marché, juste après la France.

#### La montagne dans les années 2020
Fin 2010, le groupe indique vouloir poursuivre son développement en montagne avec un grand projet de création de trois nouveaux sites en France et à l'international d'ici fin 2020. La montagne représente plus de 420 millions de dollars sur le chiffre d'affaires actuel de Club Med. Club Med vise 240 000 clients européens pour la montagne pour l'année 2025,. Un club ouvre en décembre 2018 aux Arcs 1950.
Fin 2020, Club Med rencontre des réticences pour le développement de son projet « montagne » pourtant « principal moteur de développement ». En Haute-Savoie dans la vallée de Thônes et en Savoie, à Valloire ou à Tignes, les élus locaux voient émerger des mouvements de contestation importants de la part de la population qui refuse que la montagne devienne « un parc d'attractions ». C'est la première fois que Club Med doit faire face à des oppositions de ce type en montagne.
En 2020, l'activité de Club Med chute de 58 % en raison de la pandémie mondiale de Covid. Les villages « Montagne » souffrent particulièrement : en pleine saison 2020-2021, la douzaine d'emplacements alpins sont fermés, même le nouveau site de La Rosière n'a pas connu d'inauguration, alors qu'il devait ouvrir fin 2020.
Début avril 2021, la direction annonce prévoir l'ouverture de 16 nouveaux complexes entre 2021 et 2023, dont huit en Chine. Au deuxième semestre 2021, quatre nouveaux établissements vont ouvrir leur porte aux Seychelles, à Québec Charlevoix, à Lijiang et à Tangshan.

## Publicités

### Années 1970 et 1980

Logo du Logo Club Med de 1985 à 1989.

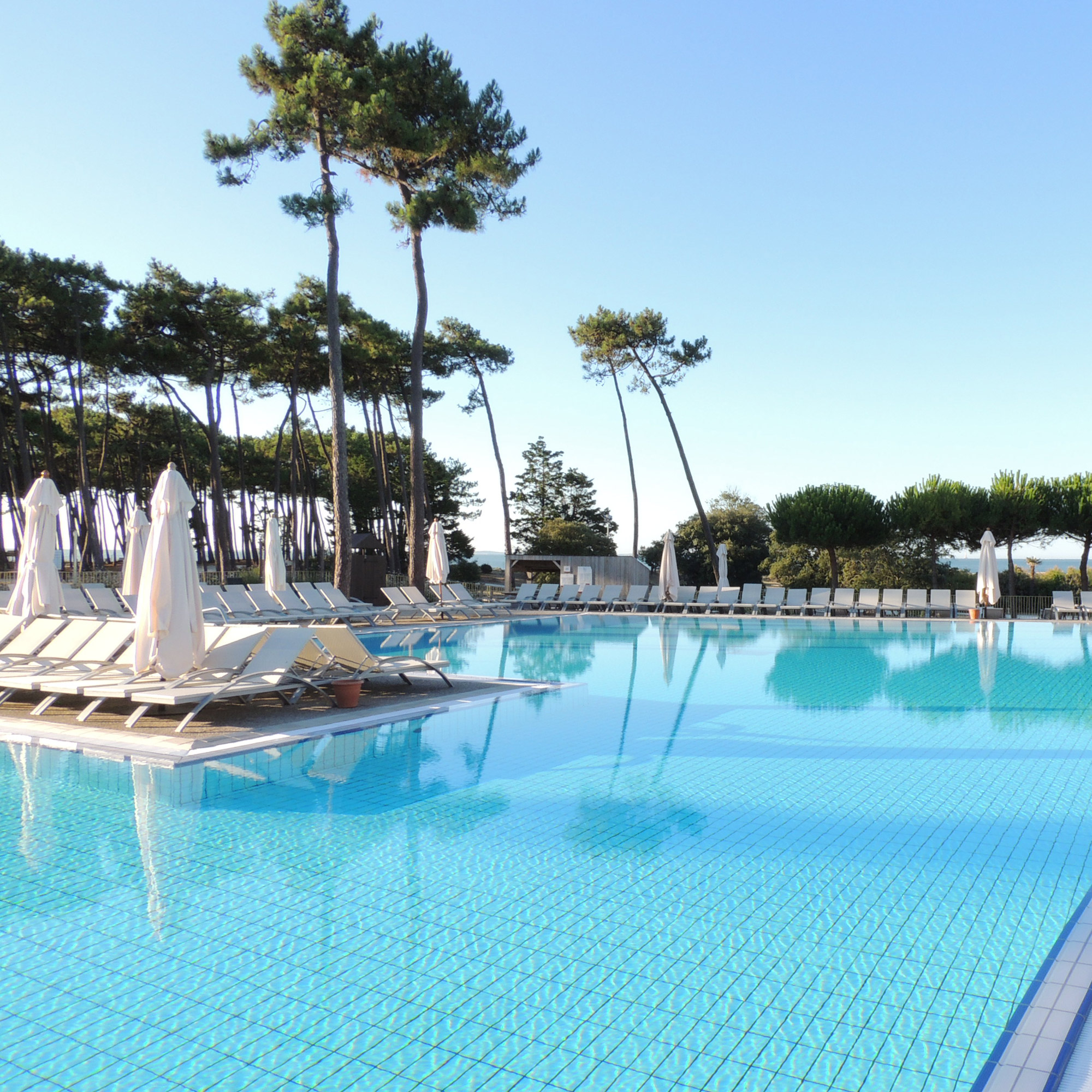
Piscine du village de La Palmyre (2012).

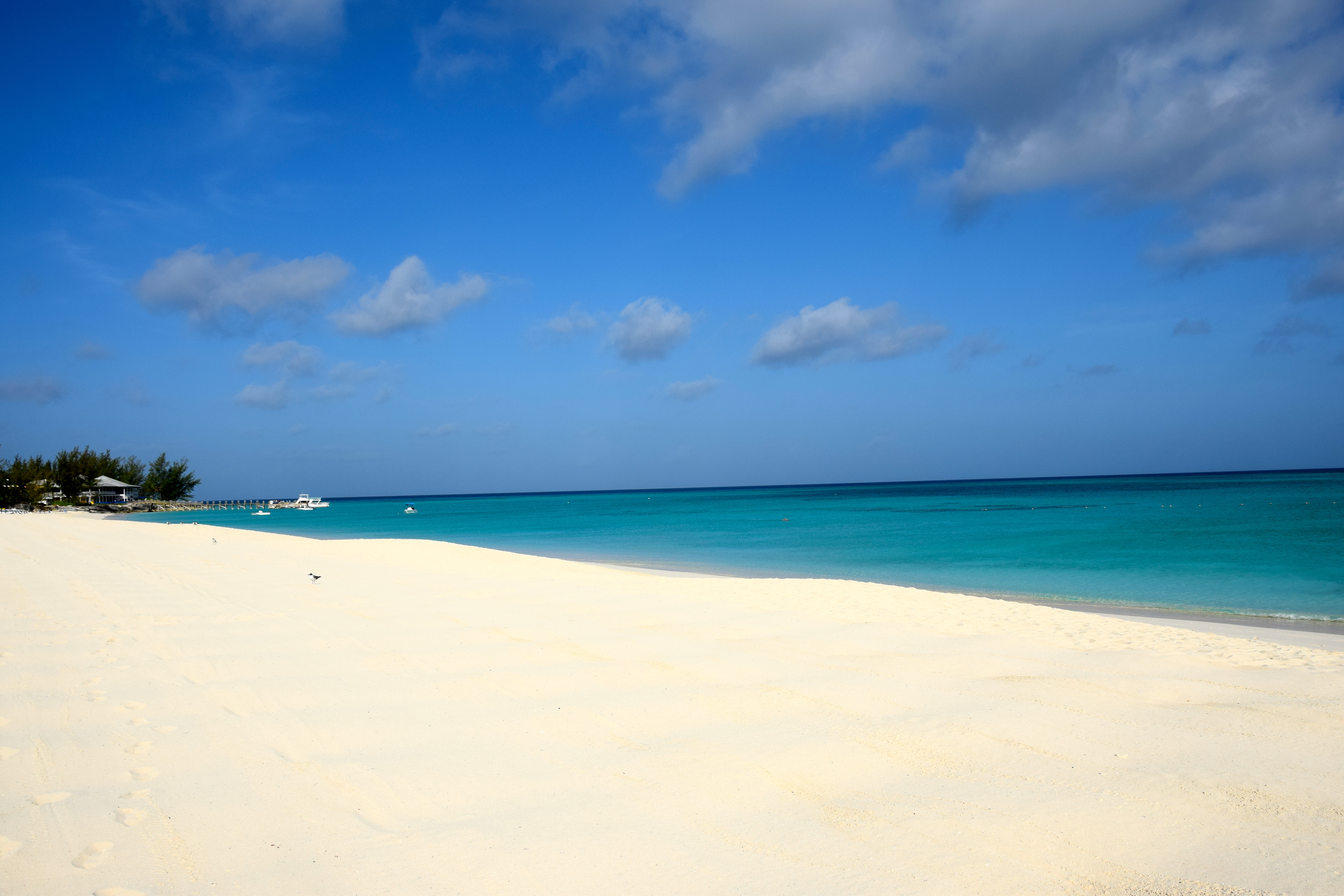
Plage de Colombus Isle (2013).

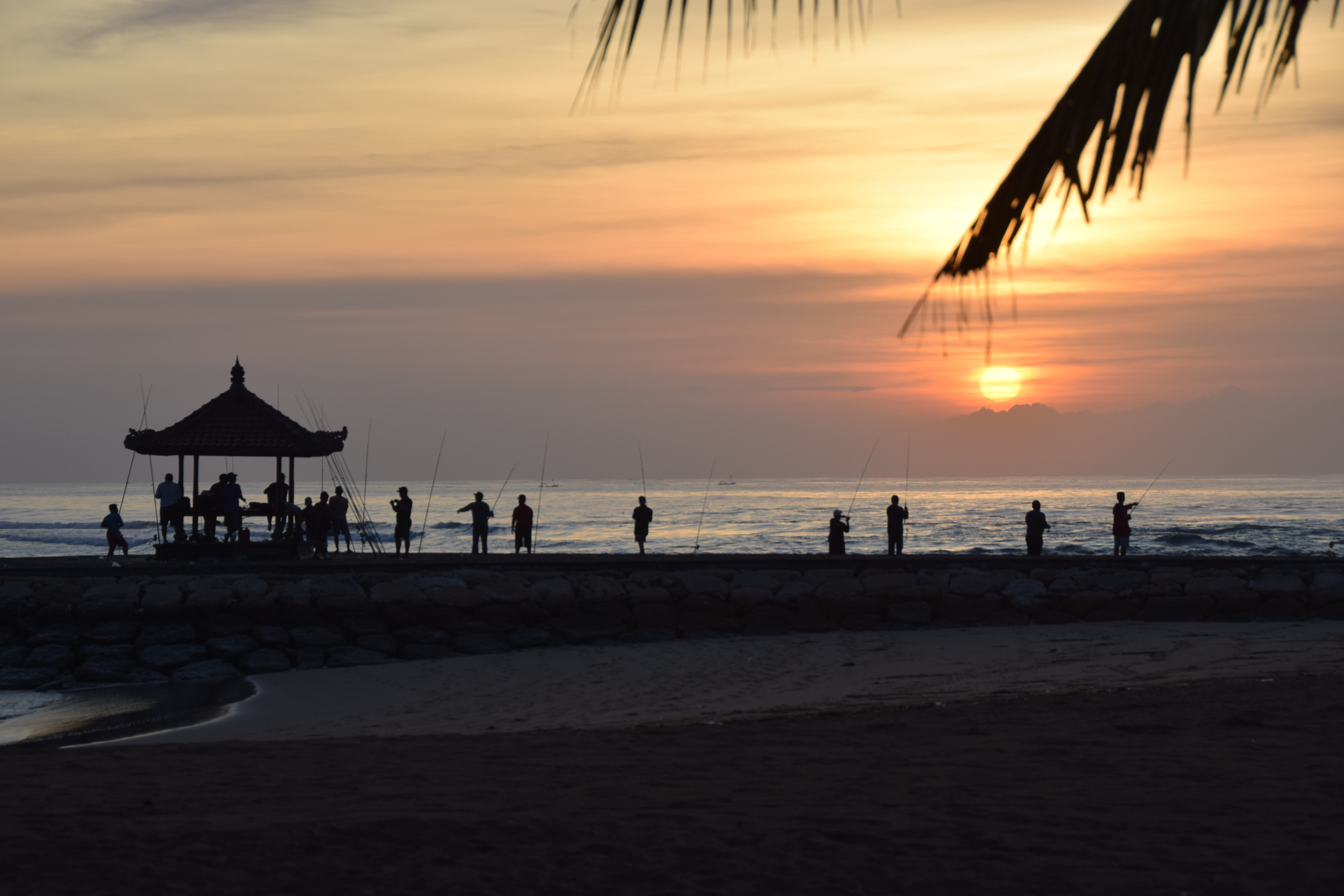
Plage de Nusa Dua à Bali (2016).

Au cours de ces dernières décennies, l'entreprise a communiqué sur sa politique commerciale par l’intermédiaire de campagnes publicitaires, dont certaines ont marqué le public, tel que celles de 1998 ou 2005.
À partir de 1976, les campagnes dites « des verbes » comme slogans : « Rire », « Jouer », « Respirer », « Contempler », puis « Aimer », « Boire », « Manger », « Partir ». Les campagnes et slogans se succèdent au cours des années : « Retrouvez les choses de la vraie vie » puis « Club Méditerranée, vivez comme vous voulez » en 1978.
C'est le slogan « Chacun y vit sa vie » deux ans plus tard. RSCG signe le slogan de Jacques Séguéla « Le Club, la plus belle idée depuis l’invention du bonheur », et « Le bonheur si je veux » vers la fin des années 1980, avec un spot réalisé par Patrice Leconte le réalisateur des Bronzés. Le « bonheur » de Séguéla va devenir un concept récurrent au cours des décennies suivantes dans les publicités, sous forme de slogan.

### Années 1990
Dans les années 1990, « On n’a jamais eu autant besoin du Club Med », « Le Club, le fou vivre », et une campagne au second degré de plusieurs spots en 1996 avec « Qu'attendez-vous pour aller au Club ? ».
Le concept du « re » est lancé deux ans plus tard pour la campagne mondiale « Être-re » (qui sera lue « être heureux »), la plus importante jamais réalisée pour le Club jusqu'à cette époque : doubles pages dans la presse, affiches par millier, spots de télévision… Le logo au trident, alors différent en fonction des pays, est unifié.

### Années 2000
Début 2003, année durant laquelle le Club commence à communiquer de façon importante sur internet, la campagne se recentre sur les clients avec le slogan « Incomparable Club Med », montrant une diversité de lieux et la sérénité des GM.
Deux ans plus tard en 2005, l'entreprise lance une nouvelle campagne, la campagne des visages, sous la signature « Il reste tant de monde à découvrir » basée uniquement sur des visages fondus dans des paysages. Celle-ci est destinée à indiquer qu'il y a de multiples choix de destinations. Réalisées par les agences du groupe Publicis les publicités du Club se veulent des illustrations de l'évolution de l'entreprise vers le haut de gamme.
À l'inverse de la précédente campagne, les paysages se fondent autour des visages pour la campagne de fin 2007 « Tous les bonheurs du monde » composée d'une trentaine de visuels différents et réalisée par Publicis EtNous à destination d'une vingtaine de pays. Une image luxueuse et un retour vers les couples, les sportifs, les familles, les enfants ou les seniors. L'entreprise investit les réseaux sociaux et donne priorité pour son budget à internet et la presse.
La campagne de fin 2009 est dans la continuité de la précédente : toujours intitulée « Tous les bonheurs du monde », celle-ci aborde le sujet des prix des séjours du Club. Fin 2010, la troisième phase de « Tous les bonheurs du monde » est lancée. Début 2013, le thème du « bonheur » est toujours présent pour la nouvelle campagne internationale diffusée dans 47 pays, avec le slogan « Et vous, le bonheur, vous l'imaginez comment ? ».

### Années 2010
Le Club Med lance une autre grande campagne publicitaire début 2013, présentée lors de l’inauguration du village de montagne de Pragelato en Italie, comme le révèle "Macase.net", un site indépendant de partage entre nostalgiques du Club Med, qui cherchent à retrouver le fameux « esprit du Club », ou « à revivre des moments uniques de leur existence ».
Leurs commentaires lors des discussions sur le site Macase.net. au sujet de la montée en gamme du Club Med ont été analysés en détail par une étude universitaire. L'un d'eux a notamment écrit un poème « spécialement dédicacé à tous ceux qui sont motivés… contre la sclérose qui guette notre Club », en visant particulièrement l'orientation marketing et ses responsables.
Cette analyse confirme que « la stratégie du Club Med est loin d’avoir acquis le support unanime des consommateurs » et pour ses auteurs il n'est « pas certain que la métamorphose de la marque réussisse »,

## Les personnes qui composent un village de vacances
- Chef de Village (CDV) : Cette personne est le directeur du village. Il ou elle gère les opérations quotidiennes du village et collabore avec une équipe de responsables du village et avec le siège de l'entreprise. Il ou elle est également le visage du village et est responsable de la création de l'ambiance du village.
- GO (gentils organisateurs) : cette catégorie de personnel comprend les animateurs, mais d'autres corps de métiers sont présents (électricien, chef de partie (cuisine), maître-nageur) et la plupart des postes à responsabilité (chefs de restaurant, directeur des ressources humaines...) ;

- GE (gentils employés) : les serveurs, les jardiniers... — les GE peuvent être saisonniers (en CDD) ou permanents. La plupart sont des employés locaux[130] ;
- GM (gentils membres, similitude de nos jours avec « great members », programme de fidélisation[131],[132]) : les clients.

## Villages
Le métier premier de l'entreprise est l'exploitation de villages de vacances, mais également l’organisation de circuits touristiques, avec 1,34 million de clients. Le groupe exploite près de 70 villages et un voilier de croisière : le Club Med 2.
En 2022, le président du groupe Henri Giscard d’Estaing annonce l'ouverture de 10 nouveaux villages entre 2023 et 2024.
Le groupe exploite aussi des Villas et Chalets au positionnement plus haut de gamme.
| Nom du resort                            | Zone         | Pays        | Positionnement |
| ---------------------------------------- | ------------ | ----------- | -------------- |
| Les Appartements-Chalets de Valmorel     | Alpes        | France      | Chalets        |
| Les Appartements-Chalets de Grand Massif | Alpes        | France      | Chalets        |
| Les Villas de Finolhu                    | Océan Indien | Maldives    | Villas         |
| Les Villas d'Albion                      | Océan Indien | île Maurice | Villas         |

## Chiffres

### Données financières
Environ trois quarts du chiffre d'affaires sont réalisés sur l'Europe et le Moyen-Orient.
| Années                                | 2003  | 2004  | 2005  | 2006  | 2007  | 2008  | 2009  | 2010  | 2011  | 2012  | 2013  | 2014  | 2015  |
| ------------------------------------- | ----- | ----- | ----- | ----- | ----- | ----- | ----- | ----- | ----- | ----- | ----- | ----- | ----- |
| Chiffre d'affaires du groupe (publié) | 1 609 | 1 600 | 1 590 | 1 679 | 1 727 | 1 494 | 1 360 | 1 353 | 1 423 | 1 459 | 1 408 | 1 381 | 1 500 |
| Résultat d'exploitation               | - 6   | + 17  | + 22  | + 35  | + 14  | + 10  | - 20  | + 13  | + 26  | + 22  | + 14  | + 13  |       |
| Résultat net part du groupe           | - 94  | - 44  | + 4   | + 5   | - 8   | + 2   | - 53  | - 14  | + 2   | + 2   | - 9   | - 9   | - 44  |
| Fonds propres                         | 488   | 444   | 467   | 514   | 490   | 494   | 492   | 516   | 512   | 522   | 472   | 523   |       |

En 2016, le Club Med compte 1,4 milliard d'euros de chiffre d'affaires et 30 millions de résultat net.